# Rotschnabelralle
Die Rotschnabelralle (Hypotaenidia pacifica, Synonym: Gallirallus pacificus), auch Tahitiralle genannt, war ein 23 cm großer, vermutlich flugunfähiger Vogel aus Tahiti.

## Aussehen
Die Art ist nur durch ein Gemälde von Georg Forster bekannt. Sie hatte einen braunen Kopf mit einer weißen Linie, die vom Schnabel aus über das Auge hinweg bis zum Hinterkopf führte. Schnabel und Iris waren rot. Sie hatte eine weiße Kehle, einen rostroten Nacken und einen schwarzen Rücken. Der ebenfalls schwarze Bürzel war mit einzelnen, kleinen, weißen Punkten besprengt. Die Brust war bläulich grau, Unterleib, Seiten und After weiß. Die schwarzen Flügel hatten unterbrochene, weiße Binden. Da die Flügel klein erscheinen, nimmt man an, das Ralle flugunfähig war. Die Schwanzfedern waren schwarz-weiß punktiert, die Füße fleischfarben.

## Aussterben
Die ausgestorbene Rotschnabelralle wurde 1777 von Naturforschern auf der zweiten Reise von Captain James Cook entdeckt, es existieren jedoch keine Museumsexemplare und die Art ist nur durch ein Gemälde von Georg Forster bekannt. Bis 1844 gab es Berichte über Sichtungen der Ralle von Tahiti und bis in die 1930er Jahre gab es Sichtungen von Mehetia. Das Aussterben der Art ist vermutlich auf eingeführte Ratten und Katzen zurückzuführen.